# Rio Tidan
Tidan é um rio do leste da província histórica da Västergötland, na Suécia. Tem a particularidade de ser um dos poucos rios da Suécia que corre para norte. Nasce no lago Strängsered, perto da cidade de Ulricehamn, passa por Tidaholm e Tibro, indo desaguar no lago Vänern, junto à cidade de Mariestad. Tem uma extensão de 190 quilômetros, tendo a sua bacia hidrográfica uma área de 2 230 quilômetros quadrados.
Este rio está na origem da cidade de Tidaholm, onde foram construídas no século XVIII algumas oficinas industriais usando turbinas que aproveitavam a corrente do rio Tidan.

Depois da sua introdução na Suécia, em 1960, o lagostim-sinal foi implantado com sucesso no Tidan. Em particular, no trecho em Tidaolmo, é praticada a sua captura, e na própria cidade é festejado anualmente o "Dia dos Lagostins" (Kräftans Dag), na segunda sexta-feira de agosto.

## Etimologia
Na expressão "in amne Tiþu" (no rio Tidan), datada de 1306, o morfema tidh significaria brilhante, reluzente.

## Galeria

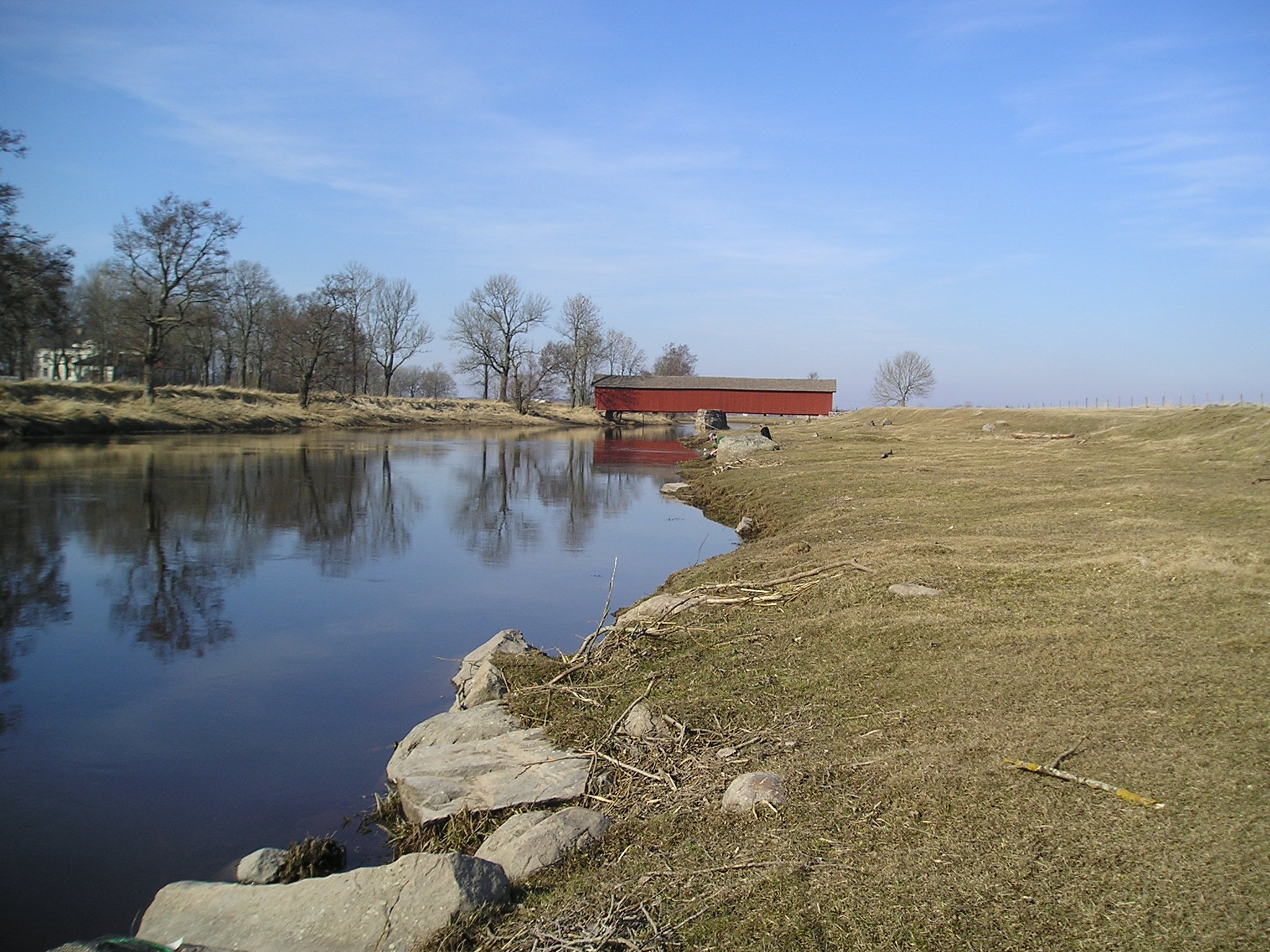
Em Vaholms brohus.
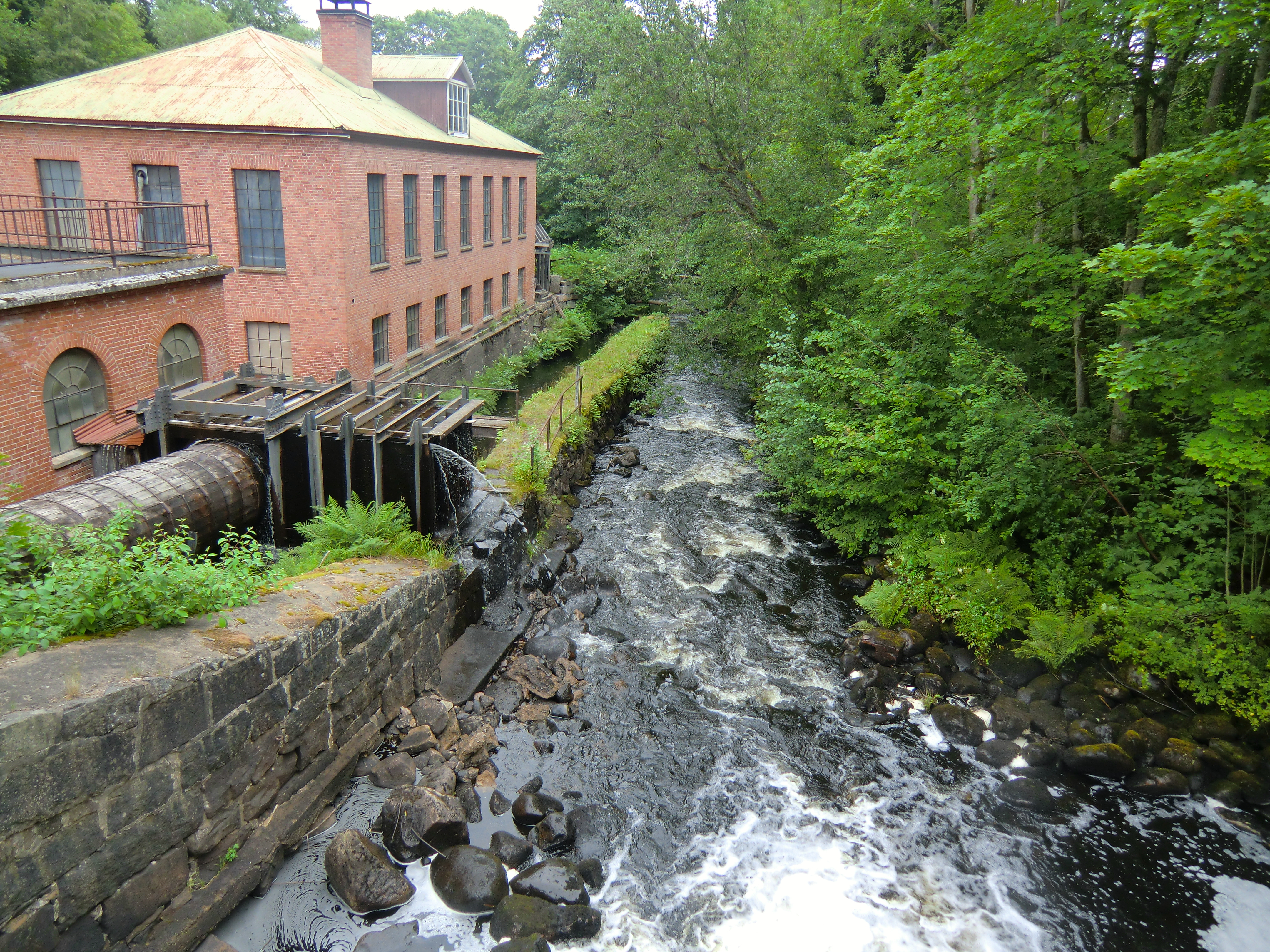
Em Ryfors
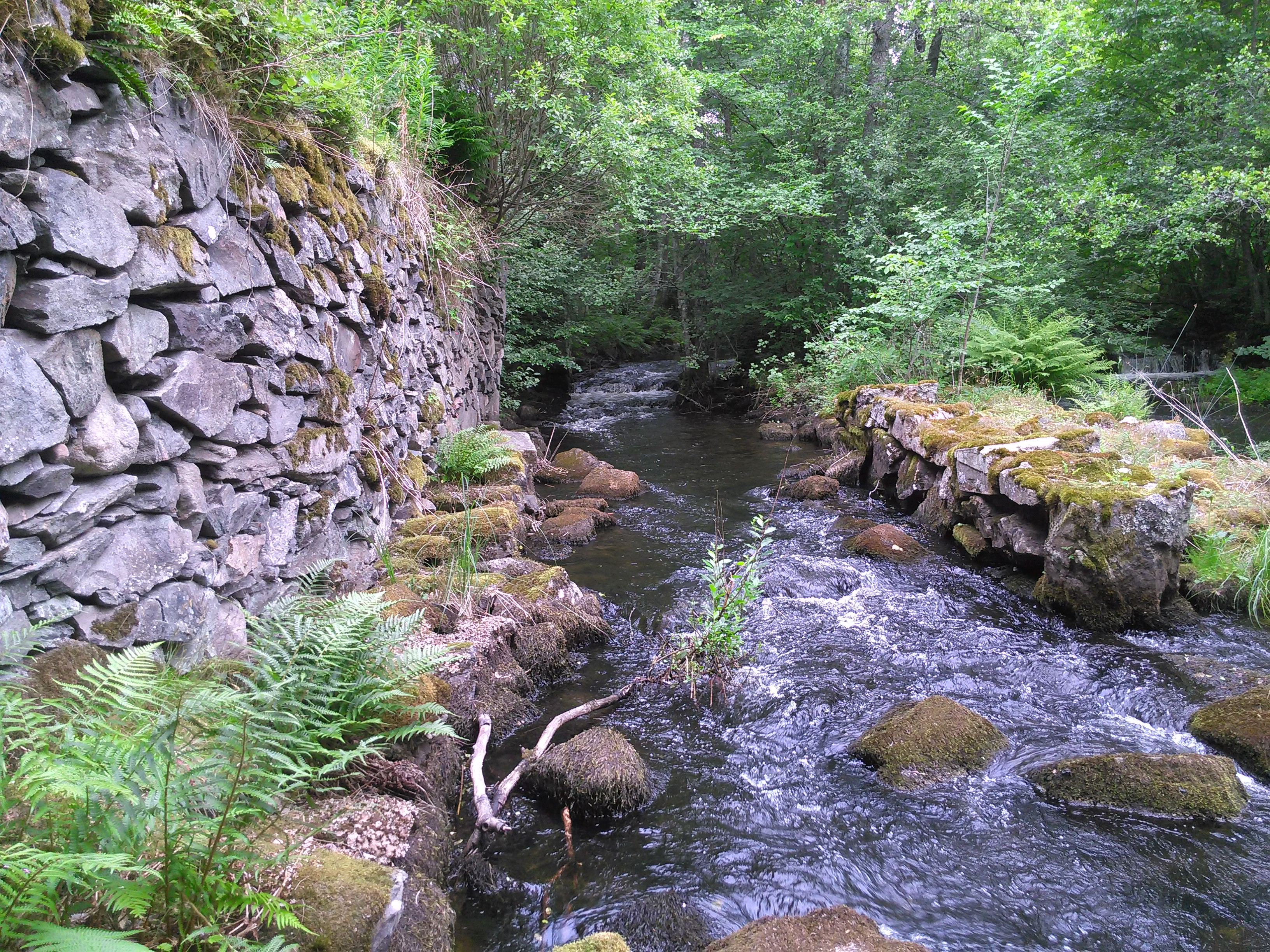
Na reserva natural de Nyckelås